# Miguel Gomez
Miguel Gomez (Cali, 20 agosto 1985) è un attore e rapper colombiano.

## Biografia
Gomez ha un passato da rapper con il nome d'arte di Aztek Escobar. Aveva firmato un contratto con la Roc-La-Familia, etichetta fondata da Jay-Z. Dal 2014 al 2017 ha interpretato il ruolo di Augustin "Gus" Elizalde, uno dei personaggi principali della serie televisiva The Strain di Guillermo del Toro. Nel 2015 recita nel film Southpaw - L'ultima sfida di Antoine Fuqua, dove interpreta la parte di Miguel "Magic" Escobar. Invece, a partire dal 2017, interpreta la parte di Rafi nella serie televisiva di Showtime SMILF.

## Filmografia

### Cinema
- The Domino Effect, regia di Paula van der Oest (2012)
- Bless Me, Ultima - Oltre il bene e il male (Bless Me, Ultima), regia di Carl Franklin (2013)
- Southpaw - L'ultima sfida (Southpaw), regia di Antoine Fuqua (2015)
- Pacific Standard Time, regia di Ben Cummings e Orson Cummings (2016)
- Sergente Rex (Megan Leavey), regia di Gabriela Cowperthwaite (2017)

### Televisione
- Louie – serie TV, episodio 3x03 (2012)
- The Strain – serie TV, 29 episodi (2014-2017)
- SMILF – serie TV, 18 episodi (2017-2019)
- FBI: Most Wanted – serie TV (2021-in corso)

## Discografia

### Mixtape
- 2005 – King Of Kings
- 2006 – Rise To Power
- 2007 – Blood In Blood Out
- 2009 – I Swear To God

### Singoli
- Draped Up (Remix) – Bun B featuring Lil' Keke, Slim Thug, Chamillionaire, Paul Wall, Mike Jones, Aztek, Lil' Flip e Z-Ro

## Doppiatori italiani
Nelle versioni in italiano delle opere in cui ha recitato, Miguel Gomez è stato doppiato da:
- Riccardo Scarafoni in The Strain
- Daniele Raffaeli in Southpaw - L'ultima sfida
- Stefano Crescentini in SMILF
- Diego Baldoin in Sergente Rex
- Gabriele Sabatini in FBI: Most Wanted[1]